# 거점 도시

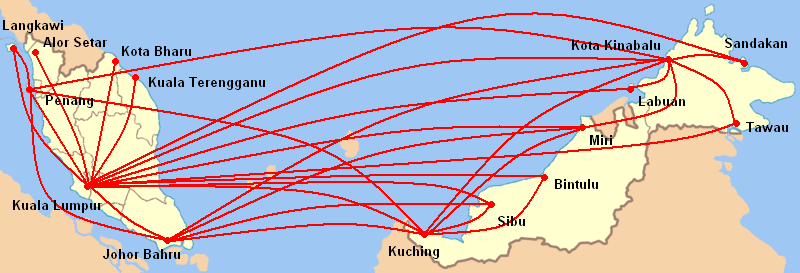
쿠알라룸푸르를 중심으로 하는 에어아시아의 허브 공항 외에도 코타키나발루, 페낭, 쿠칭 등을 미니 허브 공항이자 거점 도시로 자리잡고 있다.

거점 도시(據點都市, Focus City)는 항공 및 공항으로서는 허브 공항이나 준허브 공항에 버금가는 제3 중심 지점이라는 의미를 가리키는 도시라고 한다.
통상 대한항공의 예로 들으면 나리타 국제공항이나 간사이 국제공항을 거점 도시로 삼아서 쓰는 경우도 있고, 에어부산도 김포국제공항을, 캐세이패시픽 역시 타이완 타오위안 국제공항을, 유나이티드 항공도 나리타 국제공항을, 델타 항공이나 타이 항공의 인천국제공항 역시 거점 도시로 자리잡게 되는 셈이다.

## 대한민국 내의 거점 도시

### 수도권
- 서울특별시
- 인천광역시
- 경기도 수원시

### 강원권
- 강원특별자치도 원주시
- 강원특별자치도 춘천시
- 강원특별자치도 강릉시

### 충청권
- 대전광역시
- 충청북도 청주시
- 충청남도 천안시
- 충청북도 충주시
- 충청남도 아산시
- 세종특별자치시

### 전라권
- 광주광역시
- 전북특별자치도 전주시
- 전라남도 여수시
- 전북특별자치도 군산시
- 전라남도 목포시

### 경상권
- 부산광역시
- 대구광역시
- 울산광역시
- 경상남도 창원시
- 경상남도 김해시
- 경상남도 양산시
- 경상북도 포항시
- 경상북도 구미시

### 제주권
- 제주특별자치도 제주시

## 항공 상의 거점 도시
- 대한항공 : 청주국제공항, 김해국제공항, 제주국제공항, 나리타 국제공항
- 중국남방항공 : 인천국제공항
- 일본항공 : 후쿠오카 공항, 신치토세 공항, 오사카 국제공항, 간사이 국제공항, 주부 국제공항
- 전일본공수 : 일본항공과 동일
- 캐세이퍼시픽 항공 : 타이완 타오위안 국제공항
- 베트남 항공 : 다낭 국제공항
- 영국항공 : 개트윅 공항
- 에어 프랑스 : 파리 오를리 공항
- 중화항공 : 가오슝 국제공항
- 루프트한자 : 뮌헨 공항
- 아에로플로트 : 블라디보스토크 공항

## 같이 보기
- 허브 공항